# Iglesia de Santa Ana (Fuerte San Telmo)
La Iglesia de Santa Ana (en maltés: Knisja ta' Sant'Anna) es una antigua iglesia católica ubicada en Fort Saint Elmo en La Valeta, Malta. Fue construido en la década de 1720 y fue desconsagrado mientras el fuerte estaba controlado por el ejército británico. El edificio ha sido restaurado y ahora se conoce como el Edificio Memorial.

## Historia

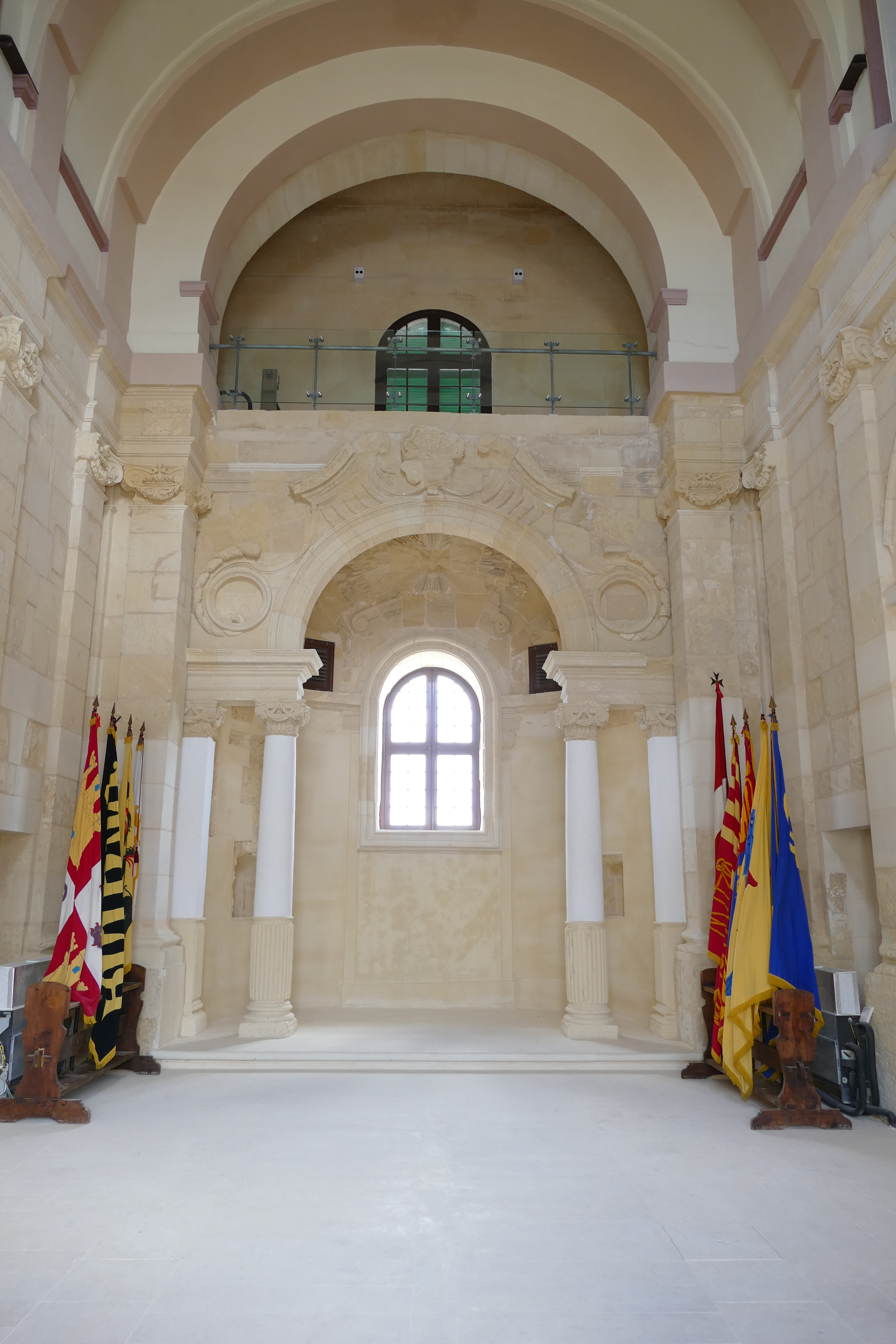
El interior de la iglesia en 2016

Fue construida en 1722 o 1729 por la Orden de San Juan dentro del Fuerte de San Telmo. Una capilla anterior con la misma dedicación ha existido cerca desde al menos el siglo XV. Los restos de los caballeros hospitalarios que murieron defendiendo el fuerte durante el Gran Asedio de Malta en 1565 están enterrados dentro de la capilla.
Cuando Malta estaba bajo el dominio británico, la iglesia fue desconsagrada y se hicieron importantes modificaciones en su interior.
Fue restaurado como parte de un proyecto de rehabilitación de todo el fuerte entre 2012 y 2015. Inicialmente se planeó que la antigua iglesia se convirtiera en una sala de conferencias, pero finalmente se convirtió en un edificio conmemorativo dedicado a las personas que defendieron Malta a lo largo de la historia de las islas, particularmente durante las dos guerras mundiales. El monumento incluye un libro de recuerdos que enumera las bajas de la Segunda Guerra Mundial relacionadas con Malta y varias exhibiciones que incluyen medallas militares y obras de arte. En ocasiones, el edificio también se utiliza para albergar exposiciones temporales.
Figura en el Inventario Nacional de Bienes Culturales de las Islas Maltesas.

## Arquitectura
Ocupa un lugar destacado dentro de la plaza principal del fuerte y tiene una fachada barroca.